# Ralf Mackel
Ralf Mackel (* 8. März 1965 in Bad Homburg vor der Höhe) ist ein von Geburt an blinder Motorsportler. Er kann nur hell und dunkel unterscheiden und orientiert sich nach dem Gehör, d. h. nach den Echos der Geräusche seines Rennwagens.

## Werdegang
Nach der Blindenschule in Friedberg besuchte Mackel die Handelsschule und absolvierte danach die Ausbildung zum Datenverarbeitungskaufmann/Programmierer in Heidelberg.

## Rennsport
Bereits als 10-Jähriger tunte Mackel Mopeds und testete selbst. 1994 begann er eine Ausbildung zum Rennfahrer. Mackel nahm am Rahmenprogramm der DTM und der IDM teil, wo er Renntaxifahrten durchführte. Mit einem Formel-Super-V-Auto erreichte er 272 km/h auf der Geraden. Am 17. April 2005 absolvierte Ralf Mackel im Rahmen der Auftaktveranstaltung der DTM 2005 mit einem Porsche 911 Carrera in rund 3 Minuten eine Runde am Hockenheimring. Seit Anfang 2009 besteht eine Kooperation zwischen Ralf Mackel und Kawasaki Deutschland.

### Einlernen der Rennstrecke
Ralf Mackel macht sich zunächst ein Bild der Strecke im Kopf. Dazu fährt er die extra markierte Strecke zunächst mehrmals mit den Fingern auf einem Plan ab. Danach absolviert er als Beifahrer, bei 15 cm geöffnetem Fenster, einige Runden, um die Strecke kennenzulernen. Dabei achtet Mackel auf den Widerhall von verschiedenen Objekten, wie Tribüne, Boxenmauern usw., aber auch auf das Geräusch der Beschaffenheit des Fahrbahnbelages, von Unebenheiten usw. Um den Widerhall akustisch wahrzunehmen, benutzt er einen Rennhelm mit angepasstem Innenleben. Um Windgeräusche möglichst zu minimieren, trägt der Rennhelm einen Spoiler, um Windverwirbelungen zu unterdrücken. Mackel benutzt das Prinzip der aktiven Echo-Ortung, deren Schallquelle in diesem speziellen Einzelfall das Motorengeräusch seines eigenen Fahrzeugs ist. In Verbindung mit einem sehr stark ausgeprägten Zeitgefühl formt sich aus all diesen Informationen das Bild der Strecke im Kopf Mackels.

„Da stehen neue Betonwände, das habe ich gehört.“